# Mercedes-Benz M270
La sigla Mercedes-Benz M270 indica una famiglia di motori a scoppio alimentati a benzina prodotti a partire dal 2011 dalla casa automobilistica tedesca Mercedes-Benz.

## Caratteristiche

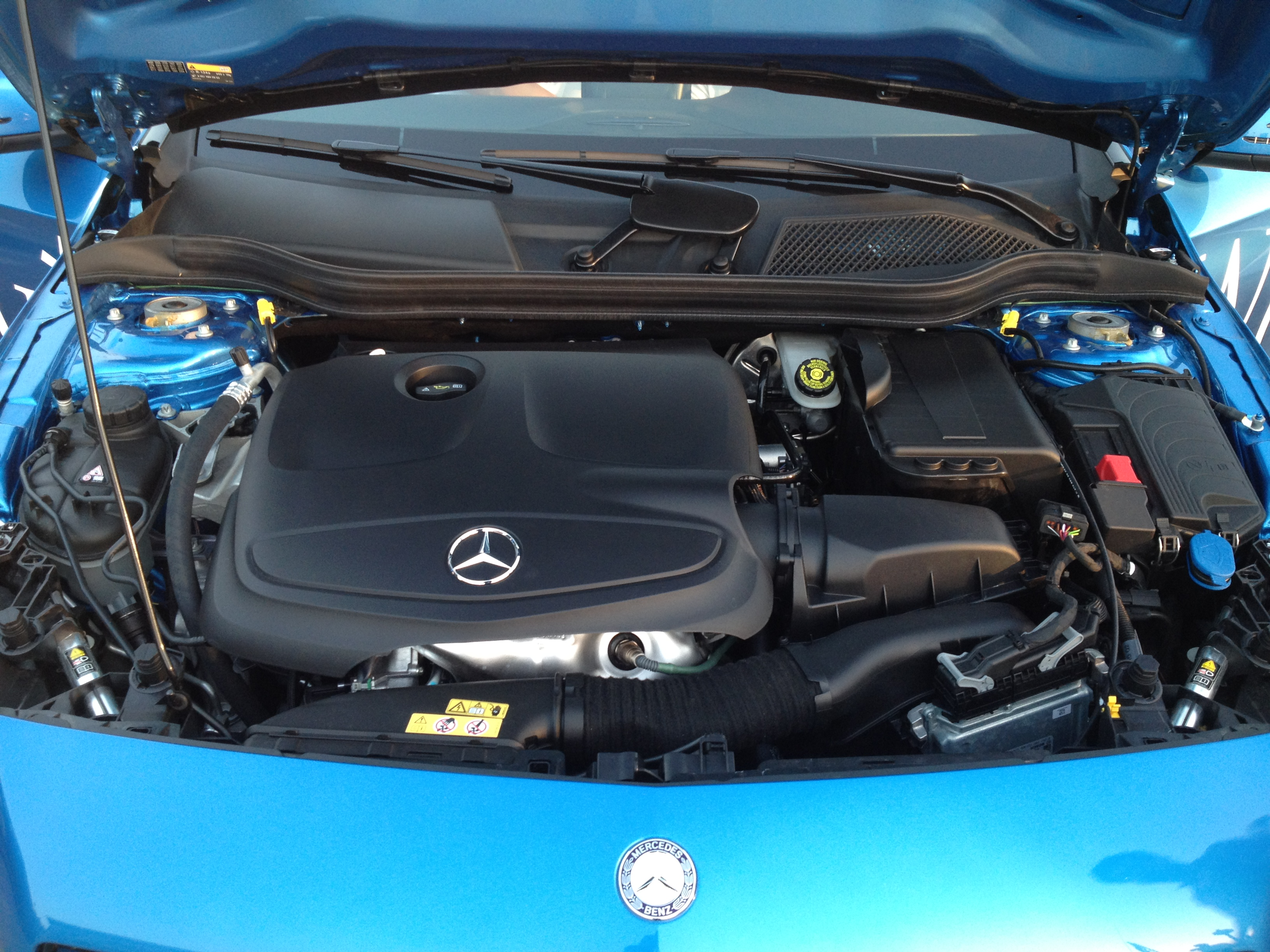
Motore M270 montato su una Classe A W176 del 2012

Si tratta di una famiglia composta da due motori progettati appositamente per la seconda generazione della Classe B, ossia la serie W246, anche se in seguito sono stati montati anche su altri modelli. La caratteristica saliente dei motori M270 sta nel fatto che sono motori predisposti per il montaggio in senso trasversale, anche se in seguito da essi sarebbe derivata una famiglia parallela di motori, identica in tutto e per tutto ma progettata invece per il montaggio longitudinale. Tale nuova famiglia diverrà nota con la sigla M274.

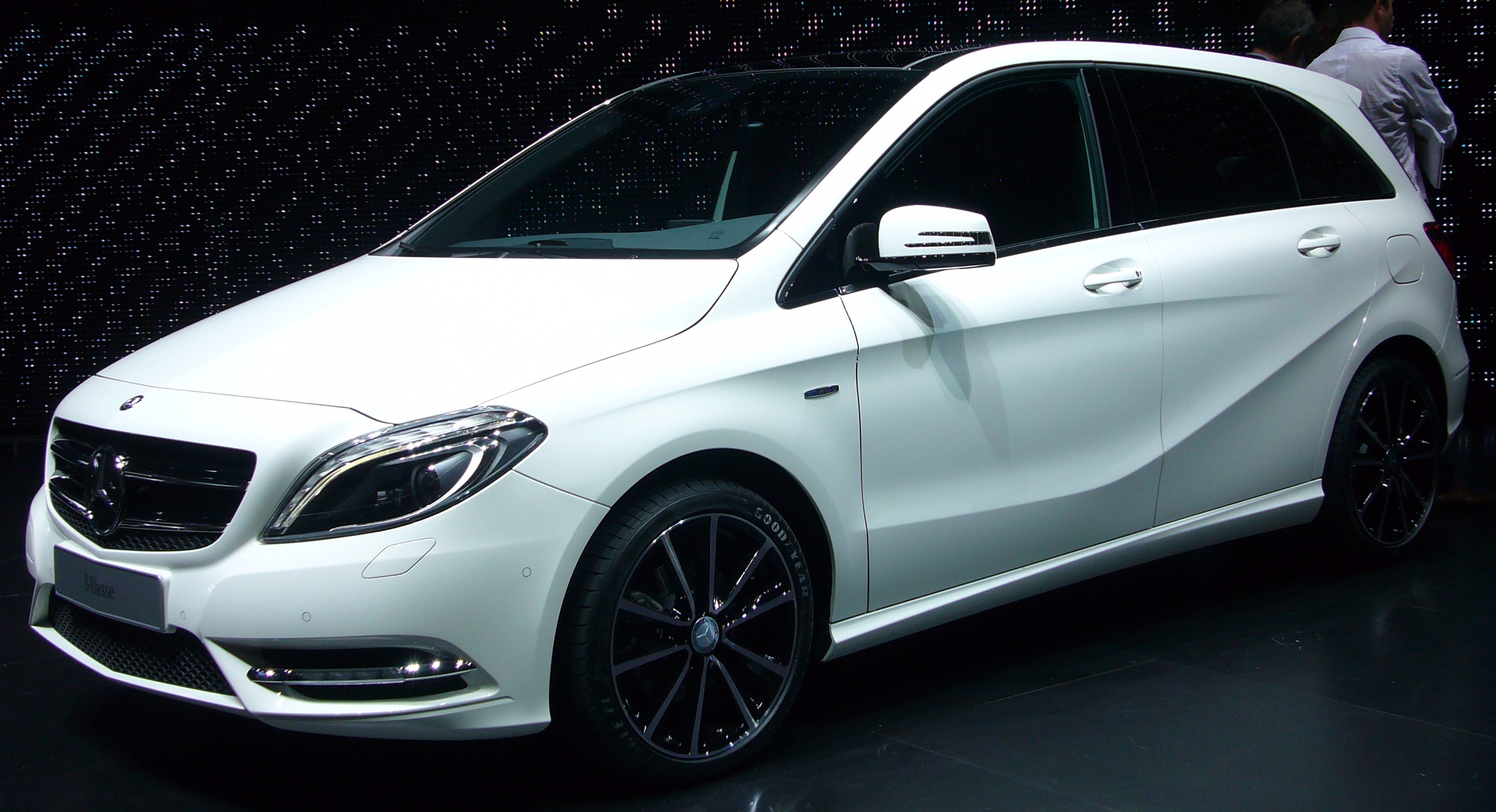
I motori M270 hanno debuttato sotto il cofano della seconda generazione della Classe B...

Ma rimanendo nell'ambito dei motori M270, essi sono realizzati interamente in lega di alluminio e sono caratterizzati dall'architettura a 4 cilindri in linea. Il fatto che da essi sarebbe derivata una famiglia di motori longitudinali ha richiesto un'estrema compattezza strutturale in modo da meglio adattarsi al maggior numero possibile di applicazioni. Ciò, unito ad altri accorgimenti volti alla riduzione del peso, ha permesso ai progettisti della casa della stella di risparmiare fino a 137 kg. 

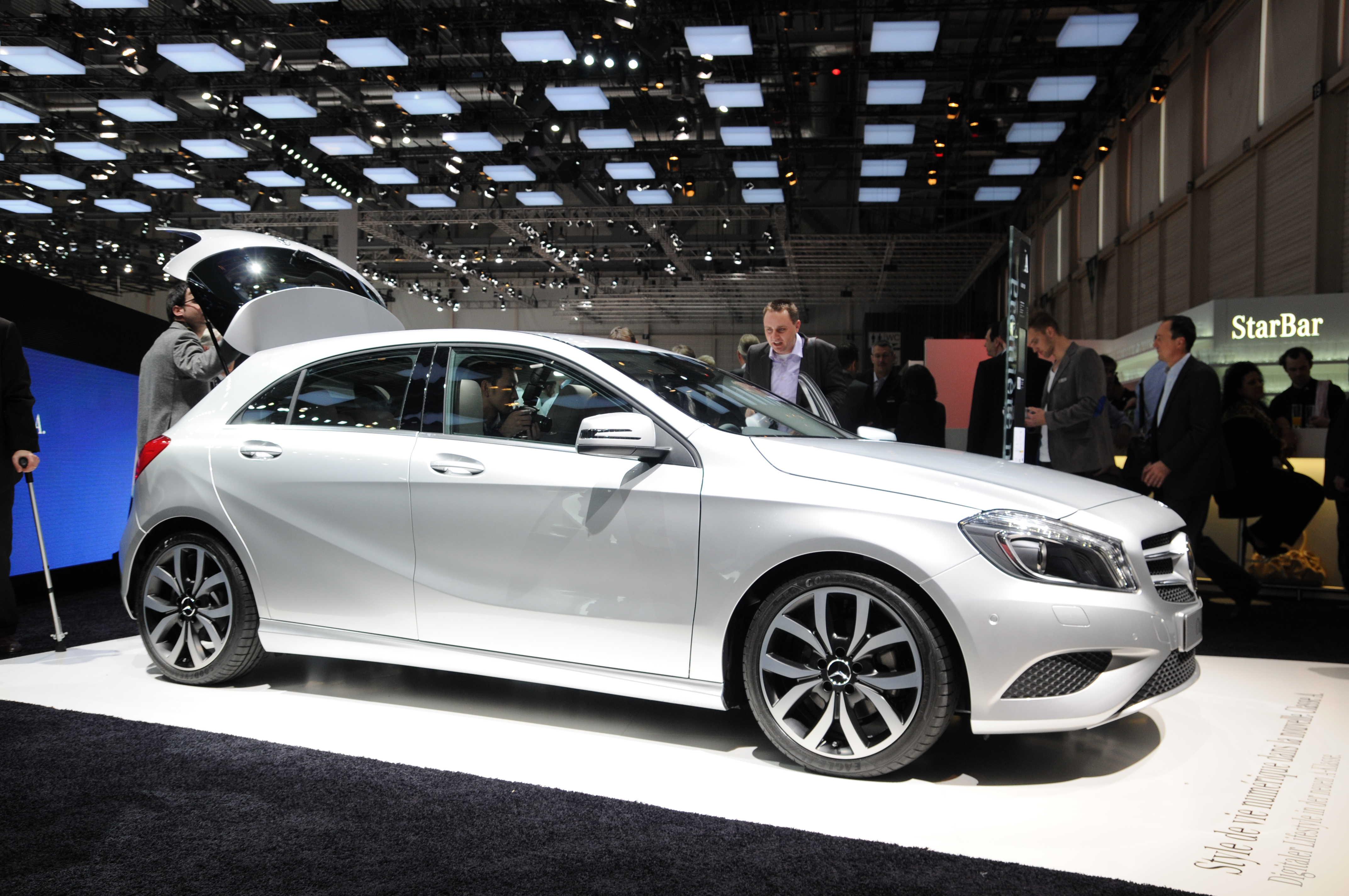
...per essere poi estesi alla terza generazione della Classe A...

Costruiti a partire dal 2011 negli stabilimenti Mercedes-Benz di Gaggenau, Rastatt, Untertürkheim, Hedelfingen e Kölleda, i motori M270 si avvalgono entrambi dell'alimentazione ad iniezione diretta di terza generazione, una tecnologia inaugurata l'anno prima con la nascita dei motori M276 ed M278 e nota con il nome di BlueDIRECT. Gli iniettori utilizzati sono di tipo piezoelettrico e del tipo ad iniezione multipla. In più, il motore M270 si avvale della sovralimentazione, ottenuta mediante un turbocompressore. Sono ovviamente presenti altri dispositivi come la distribuzione bialbero in testa con fasatura variabile.
Il primo dei due motori della serie M270 ha una cubatura di 1.6 litri, mentre il secondo è un 2 litri. Da questa famiglia di motori viene derivato il potente propulsore M133 da 2 litri ampiamente rivisitato dalla AMG ed in grado di erogare oltre 360 CV.

### Il motore M270DE16AL

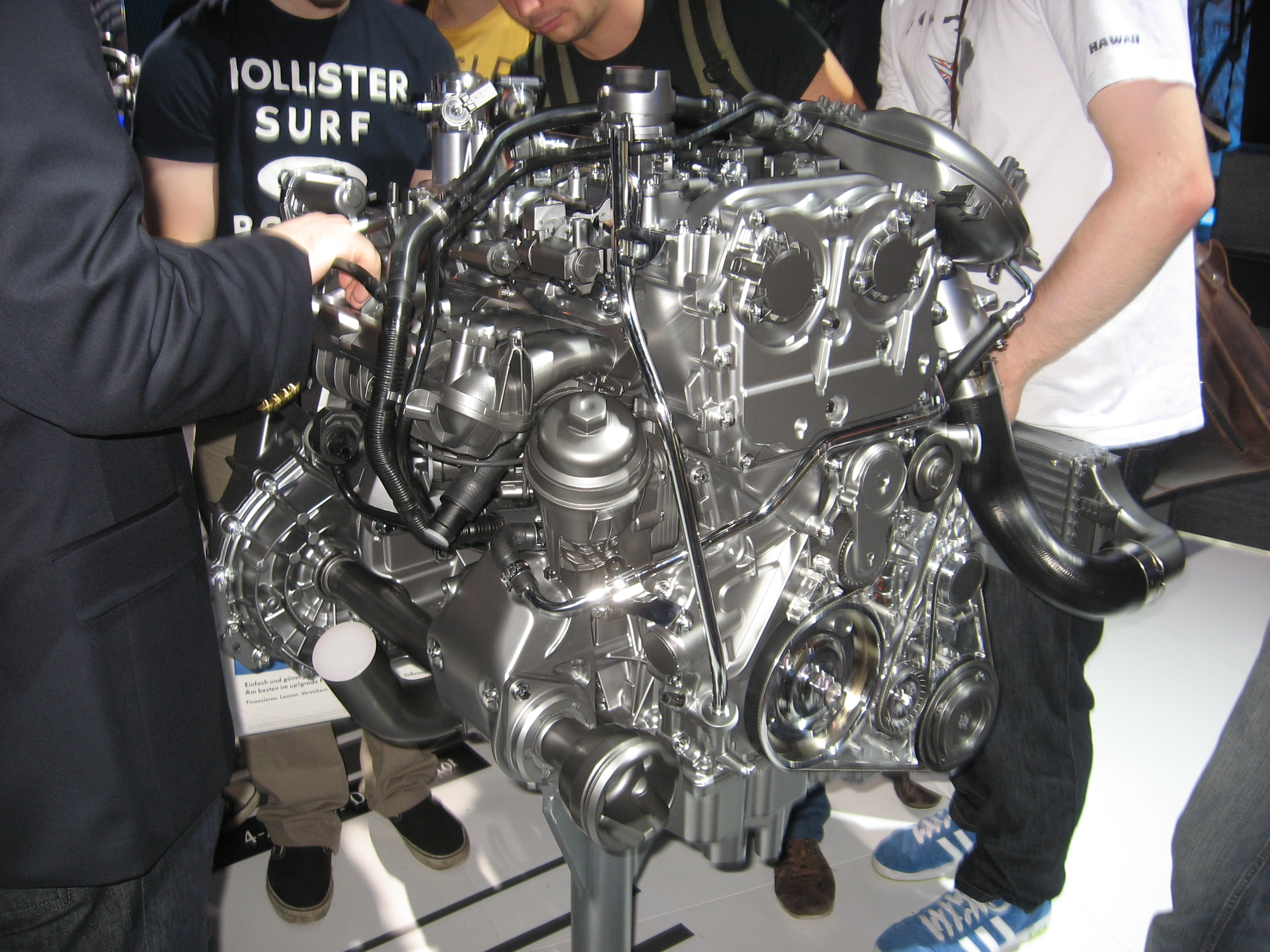
Il motore M270DE16AL

Questa sigla indica il primo dei due motori posti in produzione: si tratta di un motore di tipo superquadro, date le misure di alesaggio e corsa rispettivamente pari ad 83x73.7 mm. La cilindrata è perciò di 1595 cm³, un valore adatto all'utilizzo su modelli di dimensioni compatte, com'era nelle intenzioni della Casa tedesca. Tale possibilità è data anche dalla disposizione trasversale del motore stesso, una soluzione che diminuisce gli ingombri longitudinali del propulsore. La sovralimentazione non ha impedito il raggiungimento di un rapporto di compressione di 10.3:1, un valore piuttosto elevato anche per dei motori aspirati, ed ancor più se si tratta di sovralimentati.
Il motore M270 è stato proposto fin dal suo debutto in due livelli di potenza:
- il livello più basso sviluppa fino a 122 CV a 5000 giri/min, con una coppia massima di 200 Nm tra 1250 e 4000 giri/min;
- il livello più alto è in grado di erogare fino a 156 CV a 5300 giri/min, con un picco di coppia pari a 250 Nm compresi tra 1250 e 4000 giri/min.

In seguito, a partire dall'estate del 2015, c'è stato l'arrivo di una variante con potenza ridotta a 102 CV fra 4500 e 6000 giri/min e con coppia massima di 180 Nm fra 1800 e 3500 giri/min.

### Il motore M270DE20AL

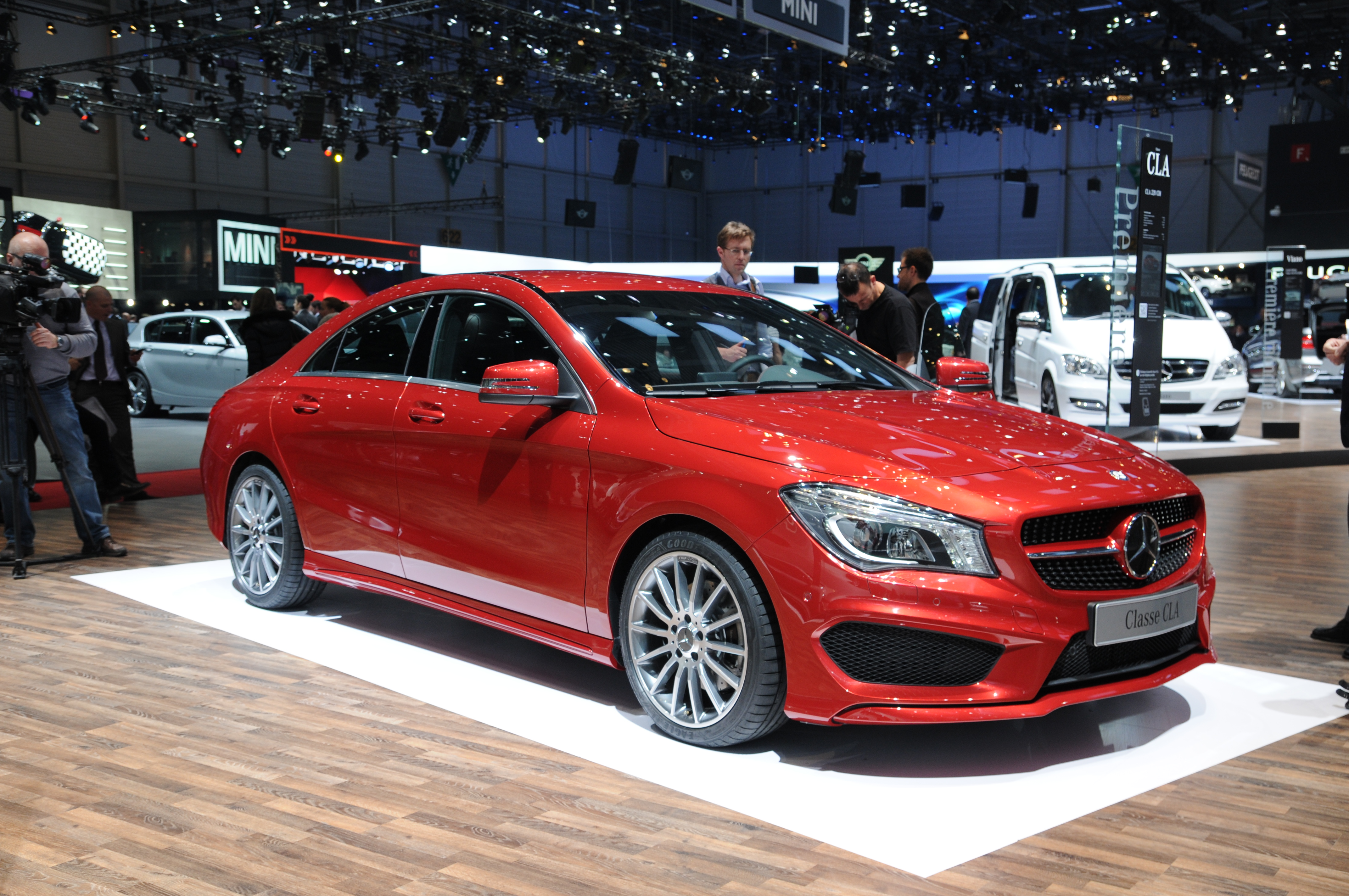
...ed alla berlina-coupé CLA

Questa sigla identifica il secondo componente della famiglia M270, anch'esso previsto per il montaggio in senso trasversale: introdotto a partire dall'estate 2012, questo motore ha una cilindrata di 1991 cm³, ottenuta mediante l'allungamento della corsa da 73.7 a ben 92 mm. Grazie alla sovralimentazione e ad un rapporto di compressione pari 9.8:1, questo motore raggiunge una potenza massima di 211 CV a 5500 giri/min, con un picco di coppia pari a 350 Nm tra 1200 e 4000 giri/min. Questo motore è stato proposto anche in versione bi-fuel benzina/metano.
Durante l'estate del 2015, questo motore è stato proposto anche in una variante leggermente più potente, con 218 CV di punta massima, mentre la coppia è rimasta invariata.

## Riepilogo caratteristiche
Di seguito vengono riepilogate le caratteristiche e le applicazioni dei motori M270:
| Variante        | Alesaggio x corsa (mm) | Cilindrata (cm³) | Rapporto di compressione | Alimentazione                              | Potenza CV/rpm | Coppia Nm/rpm  | Applicazioni                                        | Anni di produzione |
| --------------- | ---------------------- | ---------------- | ------------------------ | ------------------------------------------ | -------------- | -------------- | --------------------------------------------------- | ------------------ |
| M270DE16AL red. | 83x73.7                | 1595             | 10.3                     | Iniez. diretta + turbocompressore          | 102/ 4500-6000 | 180/ 1800-3500 | Mercedes-Benz A160 W176                             | 07/2015-03/2018    |
| M270DE16AL red. | 83x73.7                | 1595             | 10.3                     | Iniez. diretta + turbocompressore          | 102/ 4500-6000 | 180/ 1800-3500 | Mercedes-Benz B160 W246                             | 09/2015-11/2018    |
| M270DE16AL red. | 83x73.7                | 1595             | 10.3                     | Iniez. diretta + turbocompressore          | 122/5000       | 200/ 1250-4000 | Mercedes-Benz A180 W176                             | 07/2012-03/2018    |
| M270DE16AL red. | 83x73.7                | 1595             | 10.3                     | Iniez. diretta + turbocompressore          | 122/5000       | 200/ 1250-4000 | Mercedes-Benz B180 BlueEFFICIENCY W246              | 09/2011-11/2018    |
| M270DE16AL red. | 83x73.7                | 1595             | 10.3                     | Iniez. diretta + turbocompressore          | 122/5000       | 200/ 1250-4000 | Mercedes-Benz CLA 180 e CLA 180 BlueEFFICIENCY C117 | 01/2013-02/2019    |
| M270DE16AL red. | 83x73.7                | 1595             | 10.3                     | Iniez. diretta + turbocompressore          | 122/5000       | 200/ 1250-4000 | Mercedes-Benz GLA 180 X156                          | 02/2015-12/2019    |
| M270DE16AL red. | 83x73.7                | 1595             | 10.3                     | Iniez. diretta + turbocompressore          | 122/5000       | 200/ 1250-4000 | Infiniti Q30 1.6t 122cv                             | 10/2015-03/2020    |
| M270DE16AL      | 83x73.7                | 1595             | 10.3                     | Iniez. diretta + turbocompressore          | 156/5300       | 250/ 1250-4000 | Mercedes-Benz A200 W176                             | 07/2012-03/2018    |
| M270DE16AL      | 83x73.7                | 1595             | 10.3                     | Iniez. diretta + turbocompressore          | 156/5300       | 250/ 1250-4000 | Mercedes-Benz B200 BlueEFFICIENCY W246              | 09/2011-11/2018    |
| M270DE16AL      | 83x73.7                | 1595             | 10.3                     | Iniez. diretta + turbocompressore          | 156/5300       | 250/ 1250-4000 | Mercedes-Benz CLA 200 C117                          | 01/2013-02/2019    |
| M270DE16AL      | 83x73.7                | 1595             | 10.3                     | Iniez. diretta + turbocompressore          | 156/5300       | 250/ 1250-4000 | Mercedes-Benz GLA 200 X156                          | 02/2015-12/2019    |
| M270DE16AL      | 83x73.7                | 1595             | 10.3                     | Iniez. diretta + turbocompressore          | 156/5300       | 250/ 1250-4000 | Infiniti Q30 1.6t 156cv                             | 12/2015-03/2020    |
| M270DE20AL NGD  | 83x92                  | 1991             | 11                       | Iniez. diretta + turbocompressore + metano | 156/5000       | 270/ 1250-4000 | Mercedes-Benz B200 NGD                              | 01/2013-11/2018    |
| M270DE20AL      | 83x92                  | 1991             | 9.8                      | Iniez. diretta+ turbocompressore           | 184/5500       | 300/ 1200-4000 | Mercedes-Benz A220 4MATIC W176                      | 09/2014-03/2018    |
| M270DE20AL      | 83x92                  | 1991             | 9.8                      | Iniez. diretta+ turbocompressore           | 184/5500       | 300/ 1200-4000 | Mercedes-Benz B220 4MATIC W246                      | 09/2013-11/2018    |
| M270DE20AL      | 83x92                  | 1991             | 9.8                      | Iniez. diretta+ turbocompressore           | 184/5500       | 300/ 1200-4000 | Mercedes-Benz CLA 220 4MATIC C117                   | 07/2016-02/2019    |
| M270DE20AL      | 83x92                  | 1991             | 9.8                      | Iniez. diretta+ turbocompressore           | 184/5500       | 300/ 1200-4000 | Mercedes-Benz GLA 220 4MATIC X156                   | 02/2017-12/2019    |
| M270DE20AL      | 83x92                  | 1991             | 9.8                      | Iniez. diretta+ turbocompressore           | 211/5500       | 350/ 1200-4000 | Mercedes-Benz A250 W176                             | 07/2012-03/2018    |
| M270DE20AL      | 83x92                  | 1991             | 9.8                      | Iniez. diretta+ turbocompressore           | 211/5500       | 350/ 1200-4000 | Mercedes-Benz B250 BlueEFFICIENCY                   | 06/2012-11/2018    |
| M270DE20AL      | 83x92                  | 1991             | 9.8                      | Iniez. diretta+ turbocompressore           | 211/5500       | 350/ 1200-4000 | Mercedes-Benz CLA 250 C117                          | 01/2013-02/2019    |
| M270DE20AL      | 83x92                  | 1991             | 9.8                      | Iniez. diretta+ turbocompressore           | 211/5500       | 350/ 1200-4000 | Mercedes-Benz GLA 250 X156                          | 12/2013-12/2019    |
| M270DE20AL      | 83x92                  | 1991             | 9.8                      | Iniez. diretta+ turbocompressore           | 211/5500       | 350/ 1200-4000 | Infiniti Q30 2.0 AWD DCT                            | 12/2015-03/2020    |
| M270DE20AL      | 83x92                  | 1991             | 9.8                      | Iniez. diretta+ turbocompressore           | 211/5500       | 350/ 1200-4000 | Infiniti Q50 2.0t                                   | dal 10/2015        |
| M270DE20AL      | 83x92                  | 1991             | 9.8                      | Iniez. diretta+ turbocompressore           | 218/5500       | 350/ 1200-4000 | Mercedes-Benz A250 Supersport W176                  | 07/2015-03/2018    |
| M270DE20AL      | 83x92                  | 1991             | 9.8                      | Iniez. diretta+ turbocompressore           | 218/5500       | 350/ 1200-4000 | Mercedes-Benz CLA 250 Supersport C117               | 07/2016-05/2018    |